# Bigastro
Bigastro község Spanyolországban, Alicante tartományban. Lakosainak száma 7431 fő (2024). Bigastro Jacarilla és Orihuela községekkel határos.

## Testvértelepülések
- Cisano sul Neva

## Népesség
A település lakosságának változását az alábbi diagram mutatja:
| Lakosok száma | 5039 | 5601 | 6303 | 6744 | 6788 | 6762 | 6724 | 6733 | 6994 | 7431 |
|               | 2001 | 2004 | 2006 | 2009 | 2011 | 2014 | 2016 | 2019 | 2021 | 2024 |